# Tipula (Microtipula) temperata
Tipula (Microtipula) temperata is een tweevleugelige uit de familie langpootmuggen (Tipulidae). De soort komt voor in het Neotropisch gebied.